# Neues von Pettersson und Findus (Computerspiel)
Neues von Pettersson und Findus, im schwedischen Original Pettson o Findus i trädgården, ist ein Computerspiel, das die Figuren Pettersson und Findus von Sven Nordqvist thematisiert. Das dem Genre Point-and-Click-Adventure zuzuordnende Spiel erschien 1998 für PCs mit den Betriebssystemen Windows und macOS.

## Handlung
Da der Gärtner verschwunden ist, hat Kater Findus seinem Besitzer Pettersson versprochen, sich um seinen Garten zu kümmern. In Minispielen gilt es, Werkzeuge für die Gartenarbeit zu sammeln, und schließlich den unter dem Haus gefangenen Gärtner zu befreien.

## Spielprinzip
Gespielt wird auf dem Hof von Pettersson, Schwerpunkt dabei ist der um das Wohnhaus befindliche Nutzgarten. Der Spieler hat dabei keine feste Spielfigur, stattdessen kann er den Kater Findus mit der Maus frei über die Karte bewegen. Die Karte verläuft kreisförmig um das Haus und ist in Teile eines Nutzgarten repräsentierende Abschnitte unterteilt, die themenbezogene Minispiele enthalten. Beispielsweise kann am Hühnerstall ein Eiersuchspiel mit dem Huhn Prillan gespielt werden. Neben Prillan beinhaltet das Spiel auch weitere typische Charaktere aus der Welt von Pettersson und Findus, wie etwa die Mucklas. In den Minispielen sitzt Findus am Spielfeldrand und ist nicht mehr steuerbar, stattdessen liegt der Fokus auf dem jeweiligen Spiel. In Minispielen können Saatgut, Werkzeuge und Goldpreise gewonnen werden, die im Gartenschuppen aufbewahrt werden. Einige Minispiele können in verschiedenen Schwierigkeitsgraden gespielt werden. Der Gartenschuppen ist neben dem Gewächshaus und dem Hühnerstall das einzige Gebäude das Findus betreten kann. Das in Spielen gewonnene Saatgut kann auf einem Gemüseacker eingepflanzt werden. Damit das Saatgut sich entwickeln kann, muss der Acker gegossen, gejätet und gedüngt werden. Wenn Findus alle Spiele auf dem Hof erkundet hat, öffnet sich neben dem Hauseingang zu Petterssons Wohnhaus das Tor zur Unterwelt. Findus muss dort durch ein Gangsystem laufen und Rätsel lösen. In jedem Gangsystem gibt es ein Tor zu einem Rätselraum, das von einem Käfer bewacht wird. Am Ende findet Findus den Gärtner, der den Gemüseacker pflegt. Den Gärtner zu befreien stellt ein gewisses Spielziel dar, davon abgesehen ist das Spiel jedoch weiterhin frei erkund- und spielbar.

### Wohnhaus von Pettersson
Am Wohnhaus von Pettersson beginnt das Spiel mit dem Aussuchen eines Speichertiers, das den Spielstand abspeichert. Pettersson schläft auf einem Stuhl im Schatten des Hauses. Neben dem Hauseingang befindet sich das Tor zur Unterwelt.

### Holzschuppen
Die Mucklas leben hinter dem Holzschuppen und können in einem Spiel bespielt werden, in dem sie anhand ihrer Aussagen ihrem Wohnhaus zugeordnet werden müssen. Ein weiteres Minispiel beinhaltet ein Grammophon, auf dem drei Schallplatten (zwei davon mit einem Lied sowie einer mit einem Ausschnitt aus Aufruhr im Gemüsebeet) angehört werden können.

### Gemüseacker
Auf dem Gemüseacker können auf einzelnen Feldern verschiedene Pflanzen eingesät werden. Die Pflanzen müssen regelmäßig gewässert und von Unkraut befreit werden. Entsprechendes Werkzeug steht neben dem Gartenschuppen, in dem im Spiel erhaltene Gewinne wie Werkzeug und Saatgut aufbewahrt werden. Um Wasser zu erhalten, muss die Regentonne aufgefüllt werden. Im entsprechenden Minispiel muss Findus Libellen das Wasser mit einem Stein so aus der Verankerung schießen, dass es in die Wassertonne fällt. Neben dem Gemüseacker befindet sich ein Gewächshaus. Dort können aus verschiedenen Teilen fantasievolle Pflanzen gebaut werden. Hierbei gibt es weder ein festes Spielziel, noch Gewinne.

### Komposthaufen
Der Komposthaufen grenzt rechtsseitig an das Gewächshaus, markant ist auch der Große Salatkopf, der bei einigen Rätseln eine Rolle spielt. Beim Komposthaufen gibt es drei Minispiele:
Im ersten Minispiel steuert der Spieler eine Muckla-Figur, die ihre Großmutter besuchen will. Die aus Ästen bestehenden Wege dorthin sind mit Zahlen versehen, die durch eine Rechenaufgabe errechnet werden müssen. Die Mucklafigur läuft den Weg bis zur nächsten Wegkreuzung, wo der nächste Ast errechnet werden muss. Die Gegner im Spiel sind Schnecken, die die Äste zufällig entlangkriechen. Ziel ist es, die Großmutter zu erreichen, ohne eine Schnecke zu berühren. Beim Berühren einer Schnecke ist das Spiel verloren.
Das zweite Spiel ist ein Solitär-Kartoffelsetzspiel. Hier muss der Spieler auf einem, einem Acker nachempfundenen, Spielfeld Kartoffeln so einpflanzen, dass nur eine Kartoffel übrig bleibt. Die Kartoffeln können dabei auf dem Spielfeld von Loch zu Loch springen. Beim Überspringen einer Kartoffel mit einer anderen wird die übersprungene Kartoffel eingepflanzt. Sobald eine Kartoffel nicht mehr von einer anderen übersprungen werden kann, ist das Spiel beendet. Gewonnen ist das Spiel nur dann, wenn lediglich eine Kartoffel übrig bleibt.
Beim dritten Spiel handelt es sich um ein Düngersammelspiel. Gespielt wird als Muckla mit Schubkarre, der den Kot des Huhns Prillan auffangen muss. Prillan kotet nach dem Fressen Richtung Schubkarre ab. Als Nahrung dienen kleine Pilze und Tiere wie Würmer, die zufällig aus dem Boden wachsen. Mit einem Mausklick kann der Muckla sich ducken, um nicht Kot ins Gesicht zu bekommen. Sofern der Muckla vom Kot getroffen wird, kann er von diesem zu Boden geworfen werden.

### Brunnen
Am Brunnen gibt es einen Froschteich und Bienenstöcke, die bespielt werden können:
Auf dem Froschteich schwimmen drei Seerosenblätter in einer Reihe, über die ein Froschturm nach dem Prinzip der Türme von Hanoi bewegt werden muss: Die Frösche sitzen mit absteigender Größe übereinander, können jedoch nur einzeln bewegt werden. Ein Frosch kann dabei nur auf einen größeren Frosch gezogen werden. Ziel ist es, alle Frösche vom Linken über das mittlere auf das rechte Seerosenblatt zu bewegen, und dabei wieder eine Turmform zu erreichen.
Der Bienenstock beinhaltet ein Bienenwettrennen. Der Spieler muss eine Biene von Blume zu Blume über das Spielfeld zur großen Sonnenblume steuern. Die Schwierigkeit besteht darin, dass die Richtungsangaben aus der Sicht der Biene einzugeben sind und dabei nicht mit der Blickrichtung des Spielers übereinstimmen.

### Tischlerschuppen
An den Tischlerschuppen grenzt der Hühnerstall mit Hühneraußengehege und dem Gerümpelhaufen an.
Auf dem Gerümpelhaufen lässt sich das Eiersuchspiel spielen. Prillan versteckt Eier in verschiedenen Nischen im Gerümpel, (etwa in alten Schuhen, Dosen, Regenrinnen etc.) Ziel des Spiels ist es, so viele Eier wie möglich zu finden. Gespielt wird gegen die Zeit und die Eiermonster. Gefundene Eier landen am Spielfeldrand und können in den Eierkorb gelegt werden, was jedoch Zeit kostet. Werden die Eier nicht in den Korb gelegt, so können die Eiermonster diese Fressen. Eiermonster verstecken sich auf dem Spielfeld an Stellen, an denen auch Eier versteckt sein können. 
Neben dem Gerümpelhaufen steht die Modelleisenbahn. Hier können nach Belieben Gleise, Gebäude und Pflanzen, sowie vordefinierte Landschaften gebaut werden, die mit Zügen befahren werden können. Landschaften lassen sich abspeichern und laden. Es gibt bei diesem Spiel kein vordefiniertes Ziel und auch keine Gewinne.
Im letzten Busch vor dem Hühnerstall ist das Hühnerfluchtspiel aufrufbar. Ziel des Spiels ist es, die Hühner aus dem Hühnerstall zum Scharren auf den Kartoffelacker zu bringen. Das Spielfeld besteht aus einem Labyrinth aus Büschen und Hecken, über das die Hühner mit der Maus gezogen werden und in dessen Mitte sich Petterssons Radaranlage befindet. Der Radarstrahl dreht sich im Kreis über das Spielfeld; berührt ein Huhn den Radarstrahl, so wird es von Petterssons Hut eingefangen und scheidet aus dem Spiel aus. Unter Büschen mit roten Beeren können die Hühner sich verstecken und bleiben für das Radar unsichtbar. Wenn drei Hühner den Kartoffelacker erreicht haben, ist das Spiel gewonnen.

### Die Unterwelt
Die Unterwelt befindet sich unterhalb des Nutzgartens von Pettersson und Findus. Nach dem Bespielen aller oben genannter Minispiele erscheint ein Muckla, der Bilderfragmente mit Buchstaben bereithält. Diese Fragmente müssen verschiedenen Stellen des Gartens zugeordnet werden. Am Ende muss ein Lösungswort aus den Buchstaben gebildet werden, damit der Wächter zur Unterwelt das Tor freigibt. Das Tor zur Unterwelt fährt aus einem Stein neben Petterssons Haus aus dem Boden. Vom Torwächter erhält der Spieler einen Rucksack zum Sammeln von Gegenständen.
Die Unterwelt besteht aus insgesamt sieben Gangsystemen, die über einen Rätselraum, genannt Verlies miteinander verbunden sind. Die Gangsysteme werden mit steigendem Fortschritt komplexer. Innerhalb der Gangsysteme finden sich Gegenstände, die beim Lösen von Rätseln nützlich sind, etwa eine Spieluhr, die eine Melodie spielt, die in einem Glockenturm nachgebaut werden muss. Vor jedem Verlies steht eine Käferwache, die einen Wegzoll verlangt, bevor sie das Tor zum Verlies freigibt. In der Regel handelt es sich dabei um Speisen und Getränke. In den Verliesen muss das Tor zum nächsten Gangsystem geöffnet werden, indem eine Aufgabe gelöst wird. In einigen Räumen helfen gebaute Maschinen beim Öffnen der Tür, in anderen Räumen bedarf es zuvor gesammelten Hilfsmitteln, etwa zum Einstellen einer Zahlenkombination für das Türschloss. Im letzten Verlies muss der Gärtner befreit werden, der dem Spieler die Aufgabe der Gartenpflege effektiv abnehmen kann. Nach der Befreiung des Gärtners landet der Spieler wieder im Garten auf dem Gemüseacker.

## Technik
Das Spiel läuft im VGA-Grafikmodus mit einer Auflösung von 640 × 480 Bildpunkten bei 256 Farben. Die Grafik ist zweidimensional und wird vom Spieler aus der Vogelperspektive betrachtet. Die sechs Spielabschnitte (ohne die Unterwelt) sind in sechs verschiedenen Bildern visualisiert, in denen Findus umherlaufen kann. Die Perspektive kann dabei nicht verändert werden, auch ist es nicht möglich, zwischen zwei nicht aneinandergrenzenden Spielabschnitten zu wechseln. So kann man den Brunnen vom Wohnhaus aus nicht erreichen, ohne vorher am Tischlerschuppen vorbeigelaufen zu sein, bzw. am Holzschuppen, am Gemüseacker und am Komposthaufen. Die Spielumgebung in der Unterwelt und in den Minispielen ist nach demselben Prinzip aufgebaut. An vordefinierten Stellen kann der Spieler mit der Spielwelt interagieren, so etwa lässt sich auf dem Gemüseacker Gemüse mit der Gießkanne wässern. Davon abgesehen ist die Spielwelt mit Ausnahme der Spielfiguren komplett statisch. Alle Spielfiguren sind visuell und akustisch animiert. Pettersson tritt dabei ausschließlich in Minispielen als Erklärer derselbigen auf.

## Entwicklungs- und Veröffentlichungsgeschichte
Neues von Pettersson und Findus ist das zweite Spiel, das eine Pettersson-und-Findus-Lizenz nutzt. 1996 erschien bereits Pettersson und Findus (im schwedischen Original Pettson o Findus i snickarbon), eine Minispielsammlung, die ebenfalls von Bokförlaget Opal veröffentlicht worden war.

## Rezeption
Die deutschsprachige PC Games notierte „lustige, knifflige und spannende Aufgaben“. Thomas Feibels „Büro für Kindermedien“ lobte die „gelungene Mischung von verschiedenen Geschicklichkeitsspielen und Rätseln“. Das Spiel sei mit dem für Nordqvist typischen Humor gespickt und stelle einen „süchtig machenden Zeitvertreib“ dar. Kritisiert wurde nur die Navigation der Spielfigur durch den Garten, die Übung erfordere.